# Operation Matador (Malaya)
Die Operation Matador war ein Verteidigungsplan für Britisch-Malaya, der massive Truppenverschiebungen auf der malaiischen Halbinsel bis nach Thailand hinein vorsah, um einer japanischen Invasion entgegenzuwirken. Die ersten Prognosen dazu wurden 1937 vom damaligen kommandierenden Offizier in Malaysia, Generalmajor William Dobbie, erarbeitet, auf denen der dann im August 1941 von Luftmarschall Robert Brooke-Popham erarbeitete Plan fußte.
Generalmajor Dobbie inspizierte 1937 die Verteidigungsanlagen der Briten auf der malaiischen Halbinsel und kam zu dem Schluss, dass während der Monsunzeit zwischen Oktober und März feindliche Truppen an der Küste landen und bis nach Thailand vordringen könnten. Als besonders gefährdet dafür hielt er die Strände bei Singora und Pattani in Thailand sowie Kota Bharu in Malaysia. Er schlug vor entsprechende Gegenmaßnahmen durch Truppenverlegungen und Verstärkungen vorzunehmen. Seine Ansichten sollten sich später als richtig herausstellen, aber sie wurden ignoriert.
Erst im August 1941 entwickelte der damalige Oberkommandierende des britischen Fernost-Kommandos Luftmarschall Brooke-Popham wieder einen Plan mit dem Kodenamen Matador und übermittelte ihn nach London zur Bewilligung (PRO record FO 371/28163). Der Plan basierte auf der Annahme, dass die Japaner an der thailändischen Ostküste bei Singora und Pattani landen würden, anschließend südlich bis Jitra und weiter bis nach Kroh vorstoßen würden. Brooke-Popham hielt zwei Einheiten für ausreichend, um die Japaner aufzuhalten, bis die Hauptstreitmacht eintreffen und eingreifen würde. Aber es gab einige Probleme mit diesem Plan. Zusätzliche schon Anfang 1941 angeforderte Einheiten konnten nicht entsandt werden und der britische Botschafter in Thailand, Sir Josiah Cosby, hatte schon im Jahr davor mit dem thailändischen Premierminister Plaek Pibulsonggram einen Nichtangriffspakt unterzeichnet. Außerdem wollten die Briten die volle Unterstützung der USA zur Ausführung, die ihnen aber vorerst verwehrt blieb.
Am 5. Dezember, als ein Kriegsausbruch immer wahrscheinlicher wurde, änderten die Briten den Plan ab, um mit den vorhandenen Truppen den Japanern entgegentreten zu können. Er sollte unmittelbar vor einer Invasion in Kraft treten. Der Plan beinhaltete das Einrücken britischer Einheiten nach Südthailand, falls gegnerische Einheiten bei Singora und Pattani landen sollten. Zur Ausführung stand die indische 11th Infantry Division unter Generalmajor Murray-Lyon zur Verfügung, die aber auch die Aufgabe hatte Jitra zu verteidigen, was ihre Linien weit auseinanderziehen würde. Noch am selben Tag akzeptierte London den Plan und überließ dem Oberkommando Fernost die Entscheidung ihn auszulösen. Die wichtigste strategische Entscheidung betraf dabei ein Vorrücken der Truppen nach Thailand, noch bevor die Japaner gelandet wären. Nach einer weiteren schnellen Überarbeitung standen am 6. Dezember die Truppen bereit, um die Einsatzräume zu beziehen. Auf einem nachmittäglichen Treffen zwischen Brooke-Popham, General Arthur Percival und Gouverneur Shenton Thomas fiel aber die Entscheidung, die Operation vorerst auszusetzen und am nächsten Morgen einen erneuten Beschluss darüber zu fällen, obwohl schon ein japanischer Konvoi im Südchinesischen Meer gesichtet worden war. Im Rückblick erwies sich dies als falsch: kurz nach Mitternacht begann am 8. Dezember die japanische Invasion der Malaiischen Halbinsel.
Die japanische Armee hatte für den Fall, dass Matador ausgelöst worden wäre, einen Gegenplan entwickelt. Mittels Landungen auf dem Flughafen von Bangkok und Flugfeldern im Süden Thailands sollte eine Luftüberlegenheit hergestellt werden, die es den am Isthmus von Kra gelandeten Bodentruppen erleichtern sollte, nach Süden vorzurücken.
Ein weiterer Plan mit Namen Matador war von der Royal Navy zur Verteidigung von Singapur ausgearbeitet worden.